# Беверунген
Беверунген (на немски: Beverungen) е град в източен Северен Рейн-Вестфалия в Германия с 13 396 жители (към 31 декември 2013).